# Laurence Tubiana
Laurence Tubiana   (Orà, 5 de juliol de 1951) és una economista, acadèmica i diplomàtica francesa. Va exercir com a ambaixadora de França i representant especial de la Conferència de l'ONU sobre el Canvi Climàtic 2015 a París i és reconeguda com a arquitecta clau de l'acord de París.
Tubiana va fundar i dirigir l'Institut de Desenvolupament Sostenible i Relacions Internacionals, amb seu a París, és professora de l'Institut d'Estudis Polítics de París i anteriorment ha estat assessora sènior en matèria de medi ambient de l'exprimer ministre francès Lionel Jospin. Ha estat responsable de dur a terme negociacions internacionals sobre el medi ambient per al govern francès i també ha estat membre del Consell d'Anàlisi Econòmica adscrit a l'oficina del primer ministre francès. Des del 2013 és presidenta del consell d'administració de l'Agència Francesa de Fesenvolupament. Des del 2017 és directora general de la Fundació Europea pel Clima.